# Luigi Alva

Luigi Alva

Luigi Ernesto Alva y Talledo (* 10. April 1927 in Lima, Peru; † 15. Mai 2025 in Mariano Comense, Italien) war ein peruanischer Opernsänger (lyrischer Tenor) und Gesangspädagoge. Sein Schwerpunkt lag auf Opern von Wolfgang Amadeus Mozart und Gioachino Rossini. Besonders geschätzt wurden seine Interpretationen des Don Ottavio in Don Giovanni und des Grafen Almaviva in Il barbiere di Siviglia.

## Leben
Nach ersten Gesangsstudien in seiner Heimat Peru übersiedelte Alva 1953 nach Mailand, wo er 1954 als Alfredo in Giuseppe Verdis La traviata debütierte und in die Stimmakademie der Scala aufgenommen wurde. Der Durchbruch gelang Alva 1956 mit seinem Engagement als Graf Almaviva an der Seite von Maria Callas. In der Folgezeit sang er bei allen wichtigen Festivals und in den großen europäischen Opernhäusern. Sein Debüt an der Metropolitan Opera in New York gab er 1964.
In den 1960er und 1970er Jahren gehörte Luigi Alva zu den unbestrittenen Stars der internationalen Opernszene. Er arbeitete mit den größten Dirigenten der Zeit wie Otto Klemperer, Herbert von Karajan, Carlo Maria Giulini und Claudio Abbado. Dabei blieb er stets seinem ursprünglichen Repertoire treu und lehnte weitergehende Angebote ab.
1982 kehrte Alva nach Peru zurück, um sich der Unterrichtstätigkeit zu widmen. Seinen endgültigen Abschied von der Bühne nahm er 1989. Bis zu seinem Tod betätigte sich Alva als Gesangslehrer an der Mailänder Scala und organisierte Opern-Aufführungen in seiner Heimatstadt Lima.